# Coupe du monde B de combiné nordique 1996
Navigation
1994 — 1995 1996 — 1997
| \| Ramsau Rovaniemi Taivalkoski Oberhof Hinterzarten Schonach Garmisch-Partenkirchen Szczyrk Baiersbronn \| Les sites des compétitions (manque Calgary) |
| Ramsau Rovaniemi Taivalkoski Oberhof Hinterzarten Schonach Garmisch-Partenkirchen Szczyrk Baiersbronn                                                   |

La coupe du monde B de combiné nordique 1995 — 1996 fut la sixième édition de la coupe du monde B de combiné nordique, compétition de combiné nordique organisée annuellement de 1991 à 2008 et devenue depuis la coupe continentale.
Elle s'est déroulée du 3 décembre 1995 au 16 mars 1996, en 11 épreuves.
Cette coupe du monde B a débuté en Autriche, dans la station de Ramsau am Dachstein et a fait étape au cours de la saison
en Finlande (Rovaniemi et Taivalkoski),
en Allemagne (Oberhof, Hinterzarten, Schonach et Garmisch-Partenkirchen),
au Canada (Calgary),
en Pologne (Wisla-Szczyrk),
pour s'achever en Allemagne, à Baiersbronn.
Cette compétition se déroule essentiellement sur grand tremplin, et ce pour la première fois. C'est également la première fois qu'un même pays - l'Allemagne - accueille cinq étapes de la compétition (de plus, quatre sont consécutives).
Cette Coupe du monde B fut le lieu de la première victoire estonienne de l'histoire de cette compétition : celle de Ago Markvardt à Oberhof le 7 janvier 1996.
Cette coupe du monde B a été remportée par le norvégien Gard Myhre.

## Classement général
| Rang | Nom                             |
| ---- | ------------------------------- |
| 1    | Gard Myhre                      |
| 2    | Stefan Wittwer                  |
| 3    | Christoph Bieler                |
| 4    | Roland Braun (en) Enrico Heisig |
| 6    | Knut Borge Andersen             |
| 7    | Andrea Cecon                    |
| 8    | Matthias Looß                   |
| 9    | Franci Jekovec                  |
| 10   | Georg Riedelsperger             |
| 11   | Niki Kullmann                   |
| 12   | Roland Zechner                  |

## Calendrier
| Date                      | Épreuve      | Vainqueur        | Deuxième            | Troisième           |
| 1. Ramsau                 |              |                  |                     |                     |
| 3/12/1995                 | K120 / 15 km | Ronny Ackermann  | Samppa Lajunen      | Marek Fiurášek (en) |
| 2. Rovaniemi              |              |                  |                     |                     |
| 9/12/1995                 | K120 / 15 km | Samppa Lajunen   | Teemu Summanen (en) | Matthias Looß       |
| 3. Taivalkoski            |              |                  |                     |                     |
| 16/12/1995                | K120 / 15 km | Topi Sarparanta  | Teemu Summanen (en) | Étienne Gouy        |
| 4. Oberhof                |              |                  |                     |                     |
| 7/01/1996                 | K90 / 15 km  | Ago Markvardt    | Stefan Wittwer      | Enrico Heisig       |
| 5. Hinterzarten           |              |                  |                     |                     |
| 7/02/1996                 | K120 / 15 km | Christoph Bieler | Ago Markvardt       | Knut Borge Andersen |
| 6. Schonach               |              |                  |                     |                     |
| 10/02/1996                | K120 / 15 km | Ago Markvardt    | Valeri Stoliarov    | Tōru Bandai         |
| 7. Garmisch-Partenkirchen |              |                  |                     |                     |
| 14/02/1996                | K120 / 15 km | Tōru Bandai      | Tomii Masaki        | Ago Markvardt       |
| 8-9. Calgary              |              |                  |                     |                     |
| 23/02/1996                | K120 / 15 km | Andrea Cecon     | Demian Carson       | Christoph Bieler    |
| 24/02/1996                | K120 / 15 km | Gard Myhre       | Niki Kullmann       | Demian Carson       |
| 10. Wisla-Szczyrk         |              |                  |                     |                     |
| 10/03/1996                | K90 / 15 km  | František Máka   | Knut Borge Andersen | Christoph Bieler    |
| 11. Baiersbronn           |              |                  |                     |                     |
| 16/03/1996                | K85 / 15 km  | Gard Myhre       | František Máka      | Roland Zechner      |